# Karina Marceau
Pour les articles homonymes, voir Marceau.
Karina Marceau (née le 18 juillet 1972) est une journaliste, animatrice et réalisatrice de télévision québécoise qui se spécialise dans le domaine du documentaire. Ayant travaillé dans plus de quarante pays, ses réalisations portent le plus souvent sur des enjeux de société ou des sujets qui touchent de près l'Humain.

## Biographie
Karina Marceau fait son entrée dans le domaine des communications grâce au sport. Ancienne athlète, membre de l’équipe canadienne de patinage de vitesse longue piste, elle remporte, en 1994, le concours national « Jeunes reporters sportifs » de Radio-Canada. Ce prix permet à la jeune femme de couvrir les Jeux du Commonwealth avec l’équipe radio de la première chaîne de Radio-Canada. De retour au Québec, en 1994, elle est engagée comme journaliste à TQS, où elle travaillera pendant plusieurs années avant de joindre les rangs de TVA. Pendant ses sept années à TVA, elle est notamment journaliste, lectrice de nouvelles et animatrice de l’émission d’affaires publiques J.E.
Depuis 2003, elle collabore régulièrement avec les boîtes de production québécoises PVP MEDIA et TAÏGA MÉDIA.
Karina Marceau a scénarisé et réalisé de nombreux films et séries documentaires, dont Quand la musique change les destins (2005 - RDI), Filles de Jardiniers (2007 - SRC, CBC, RDI), Frères du Gange (2008 - RDI, TV5 Monde), Professionnels sans frontières (2007-2008 - TFO, SRC), l'épisode L’économie à l’échelle humaine de la série Artisans du changement III (2011 - RDI, TV5 Monde), Seins à louer (2012 - SRC, RDI), Dictature affective (2012 - Télé-Québec),  Parent un jour, parent toujours (2013 - TFO), Les Survivantes (2013 – Télé-Québec), les compléments Web et DVD du long métrage La Maison du pêcheur (2013), Héros sous le choc (2014 - Télé-Québec), La politique n’est pas un jeu d’enfants (2014 - Télé-Québec), Sport-Partum (2015 - SRC-RDI), Faut en parler (2015 - Télé-Québec, SRC), deux saisons de Quand l'amour rend aveugle (Canal Vie, 2016-2017),  Patrouille (2017 - TV5), Des bateaux et des hommes (2018), Urgences (2019 - TV5), I speak français (2019 - Télé-Québec), Tes déchets, ma richesse (2019 - SRC), La longue remontée (2019 - AMI-Télé), L'Adaptation (2021 - SRC), S.O.S. Bêtes sauvages (2021 - UNIS TV), Résidences maudites I et II (2021-2022 - CASA), Le cœur a ses régions (2021 - SRC), La grande débandade, Vide de toi, N’arrête pas les voix dans ma tête et Patients de seconde zone? (2023 - SRC), De la scie au bistouri (2023 – Savoir média) et Madagascar, des mamans à reconstruire (2025 - Savoir média). 
Dès 2021, elle anime et réalise également des balados pour Ohdio, dont Travailler pour le meilleur et pour le pire sur le monde du travail, et Y’a pas de vie sans conflits par laquelle l'on explore ces situations de discorde et d'affrontement sous toutes leurs formes. En 2022, Karina renoue également avec l'animation en parcourant le monde avec la série Face cachée (2022 - TV5).
Parmi ses œuvres les plus marquantes, le documentaire  Filles de Jardiniers, qui aborde le phénomène des avortements sélectifs en Inde, a été présenté dans plusieurs festivals en plus d’être vendu en Israël, en Corée, au Australie et au Brésil.

## Réalisations

### Réalisatrice / Scénariste
- Elle m’a quitté : Documentaire unique sur les difficultés vécues par les hommes lors de séparations amoureuses. Coconceptrice / RDI - SRC (En production)
- Madagascar, des mamans à reconstruire[5] : Série documentaire qui nous emmène sur le terrain et suit des médecins québécoises qui travaillent pour offrir des soins chirurgicaux à des femmes souffrant de fistules obstétricales et former les soignants malgaches. Conceptrice / Savoir média (2025)
- De la scie au bistouri[6], saisons 1 et 2 : Série documentaire qui propose de remonter aux balbutiements des traitements médicaux de certains maux, d’hier à aujourd’hui, pour voir à quel point la médecine a évolué grâce aux essais et erreurs qui ont jalonné son histoire. Conceptrice / Savoir média (2025, Saison 3 en production)
- Sous le radar : Séries de quatre films documentaires sur différents des thèmes de l'actualité. Conceptrice / RDI - SRC (2024) 
  - « La grande débandade » : Documentaire sur l’impact de la consommation de pornographie chez les jeunes.
  - « Des voix dans ma tête » : Documentaire sur les soins psychologiques dans la région du Nunavik.
  - « Route de la survie » : Documentaires sur les soins en régions éloignés du Québec.
  - « Perdre un conjoint » : Documentaire sur la réalité de la perte d'un partenaire de vie.
- « Reconstruire le corps[7] » : Série documentaire d’observation de six épisodes suivant la vie de chirurgiens hors du commun et leurs patients qui subissent des chirurgies plastiques fonctionnelles uniques en leur genre. / Conceptrice / AMI Télé et Ici Explora (2023)
- « Y'a pas de vie sans conflits[8] » : Série audio sur les situations de discordes de la vie / Coconceptrice / Animatrice / ICI Radio-Canada Première, Ohdio (2022)
- « La femme est l'avenir de l'Homme » : Documentaire (2022)
- « Résidences maudites[9], saisons I et II » : Série documentaire qui s'intéresse à des résidences rendues maudites par la tragédie ou le crime. / Conceptrice / CASA (2021-2022)
- « S.O.S. Bêtes sauvages[10] » : Documentaire dans l’univers du Refuge Pageau, dont la mission est de secourir et retourner à la nature des animaux sauvages mal en point. / Conceptrice / UNIS TV (2021) / Nomination aux Gémeaux 2022
- « Travailler pour le meilleur et pour le pire[11] » : Série audio sur les enjeux du monde du travail / Coconceptrice / Animatrice / ICI Radio-Canada Première, Ohdio (2021)
- « Le cœur a ses régions[12] » : Documentaire sur les défis reliés à la recherche de l'amour lorsqu'on vit loin des grandes villes. / Conceptrice / ICI Radio-Canada (2021)
- « L'Adaptation[13] » : Documentaire avec Boucar Diouf sur la pandémie de la Covid-19 et ses traces sur notre société, nos habitudes de vie et nos mentalités. / ICI Radio-Canada (2021)
- « La longue remontée[14] » : Série documentaire suivant la vie de quatre personnes ayant vécu un accident ou une maladie nécessitant un passage dans un centre de réadaptation. / Conceptrice / AMI Télé et Ici Explora (2020)
- « Élever mon garçon[15] » : Série documentaire radio qui se questionne sur la façon d’élever nos garçons / Conceptrice / Animatrice / Ici Radio-Canada Première (2019)
- « I speak français[16] » : Documentaire unique sur le rapport qu’ont les jeunes québécois de 18 à 24 ans avec la langue française. / Télé-Québec (2019)
- « Tes déchets ma richesse[17] » : Documentaire unique sur l’économie circulaire au Québec. / ICI Radio-Canada (2019)
- « Urgences[18] » : Série sur les services d'urgences à travers le monde. / TV5 Voyage et France Télévision (2019)
- « Des bateaux et des hommes[19] » : Série documentaire qui  explore la vie d’individus hors du commun qui ont de l’eau de mer dans les veines et dont le mode de vie et la culture sont indissociables des bateaux qui les transportent. / TV5 Canada / France Ô / Voyage (2018)
- « Patrouille[20] » : Épisode Patrouille au féminin / Série documentaire sur la vie de policiers à travers le monde / TV5 / RMC Découverte / Voyage / Net Geo France (2017)
- « Quand l’amour rend aveugle[21], saisons I et II » : Série documentaire sur des histoires d’amour qui se sont transformées en cauchemars. / Conceptrice / Canal Vie (2016-2017)
- « Faut en parler[22] » : Série de 6 documentaires sur des enjeux sociaux méconnus: actes de violence en milieu de travail, culture des armes, les femmes dans le milieu de la construction, abandon d'animaux domestiques, modernisme et religion, société de performance. / Conceptrice / Télé-Québec et RDI (2015-2016)
- « Sport-Partum[23] » : Documentaire unique sur les difficultés rencontrées par les olympiens lorsqu’ils prennent leur retraite. / Conceptrice / RDI (2016)
- « La politique n’est pas un jeu d’enfants[24] » : Documentaire sur la réalité des enfants de politiciens / Conceptrice / Télé-Québec (2014)
- « Héros sous le choc[25] » : Documentaire avec Claude Legault sur le stress post-traumatique des travailleurs d’urgence de première ligne (pompiers, policiers, ambulanciers) / Conceptrice / Télé-Québec (2014)
- « Les Survivantes » : Documentaire unique sur le phénomène des filicides / Conceptrice / Télé-Québec (2014)
- « La maison du pêcheur[26] » : Compléments Web et DVD du film de fiction « La maison du pêcheur » avec Luc Picard, Keven Parent, Mikhail Ahooja, Vincent-Guillaume Otis. Réal: Alain Chartrand / Télé-Québec (en ligne août 2013)
- « Parent un jour, parent toujours[27] I et II »: Série documentaire sur l'éducation des enfants / TFO (2012-2013)
- « Dictature affective[28] » :  Docufiction sur le phénomène de l’aliénation parentale avec Réal Bossé, Marie Turgeon, Robert Naylor et Camille Felton / Conceptrice / Coréalisation avec Louise Archambault / Télé-Québec / TFO / Festival des films du monde / Paral’œil Rimouski / Musée de la civilisation Québec / FIGRA, Paris (2013)
- « Le Devoir +[29] » : Émission de réflexion sur des enjeux d’actualité avec des journalistes du quotidien Le Devoir / Conceptrice / Animatrice / Canal Savoir (2013)
- « Seins à louer[30] » : Documentaire d’enquête (road movie) sur la vente, l’achat et le don de lait maternel, une tendance qui prend de l’ampleur au Canada et dans le monde occidental. / Radio-Canada Zone Doc / RDI Grands Reportages (Octobre 2012)
- « Artisans du changement[31] » : Épisode L'économie à l'échelle humaine / Série documentaire sur des hommes et des femmes qui ont réussi à créer de nouveaux modèles de développement économique durable / Radio-Canada / RDI / TV5 Monde / Gagnant du Prix Gémeaux : Meilleure série documentaire (2011)
- « Tout le monde dehors » : reportages sociologiques sur l’exercice physique / Télé-Québec (2011)
- « Canada en amour[32] » : Épisodes consacrés à Louis-Joseph Papineau, Louis Cyr et Wilfrid Caron / Série documentaire historique / Radio-Canada et TFO (2006)
- « Enquête d’aventures[33], séries I et II » : Série documentaire de vingt épisodes portant sur la quête d’aventure comme phénomène social. / RDI / SRC / Canal Évasion (2004 à 2006)
- «109, séries I et II» : Série documentaire de 26 épisodes examinant les tendances sociales et culturelles qui transforment le Québec et le Canada d’aujourd’hui / Animatrice / RDI / SRC (2004 à 2006)

### Animatrice
« Face cachée » : série documentaire qui révèle la face cachée de pays du monde / TV5 (2022)
« L’appel du Nord » : grande série documentaire radio qui révèle le Grand Nord canadien à travers des communautés, des histoires inédites et des thèmes surprenants / ICI Radio-Canada Première (2018)
« Remue-ménage I et II » : Émission d’affaires sociales sur la famille / Ici Radio-Canada (2016 et 2017)
« Kilomètre Zéro » : Magazine culture et société / Aussi réalisatrice sur le projet / Télé-Québec (2008 à 2011)
« Partir Autrement » : Série documentaire de 13 épisodes qui met de l’avant des initiatives de tourisme durable dans différents coins du monde. / TV5 (2008)
« Medium-Large » : Émission d'affaires publiques / Ici Radio-Canada Première / Remplacement d'une semaine (Été 2016)
« J.E. » : Émission d'enquêtes / Journaliste / TVA (2001-2004) 
Lectrice de nouvelle à TVA et LCN / Journaliste / (2000-2002)

### Productrice, réalisatrice et scénariste
« Frères du Gange » : Documentaire sur le plus imposant pèlerinage religieux de la planète : la Kumbha Mela, en Inde / Conceptrice / SRC / RDI / TV5Monde (2008)
« Professionnels sans frontières » : Série documentaire de treize épisodes de 30 minutes sur des professionnels canadiens qui œuvrent à résoudre des crises humanitaires à l’étranger / Conceptrice / Animatrice / TFO / Radio-Canada régions (2007-2008)
« Filles de jardiniers » : Documentaire sur la crise des avortements sélectifs de fœtus féminins et l’infanticide de fillettes en Inde / Conceptrice / RDI / Radio-Canada / CBC / Ventes internationales : Australie, Brésil, Corée, Israël / Présenté dans les écoles secondaires du Québec / Vendu à plusieurs universités sur la planète (2007)

### Journaliste
Journaliste TVA - Québec/Montréal (1998-2000)
Journaliste TQS - Québec (1994-1998)

## Publications
En 2005, Karina publie le livre Inde sur la route des jeunes musiciens du monde avec le photographe Victor Diaz et l’éditeur Sylvain Harvey. Karina Marceau écrit également des articles pour les magazines : Le Mirage, portant sur la crise de la quarantaine chez les hommes (Magazine Véro, juin 2015); Grand reportage sur la crise des avortements sélectifs de fœtus féminins en Inde (Gazette des femmes du Québec, novembre-décembre 2007); Grand reportage sur la polygamie au Canada (Gazette des femmes du Québec, novembre-décembre 2006); série de quatre articles sur La montée des femmes en politique internationale (Gazette des femmes du Québec). Jusqu'en 2020, elle écrit également un blogue pour le Journal de Montréal et le Journal de Québec.

## Conférencière - Panéliste - Maître de cérémonie
« Conférencière » Rassemblement estrien « Voir grand pour nos enfants », organisé par le Collectif estrien 0-5 ans, la direction de santé publique du CIUSSS de l’Estrie-CHUS et le Projet Partenaires pour la réussite éducative en Estrie (Projet PRÉE), à Orford. (18 novembre 2019)
« Panéliste » Colloque Cerveau et psychologie sur le développement de l’enfant, organisé par l'Institut du développement de l’enfant et de la famille, Centre Mont-Royal, Montréal. (9 novembre 2019)
« Maitre de cérémonie » Colloque sur la sécurité civile, Centre des Congrès de Québec (1-2 octobre 2019)
« Maitre de cérémonie» Colloque sur la sécurité civile, Centre des Congrès de Québec (23-24 octobre 2018)
« Animatrice-modératrice » Débat des candidats à la mairie de Québec: diffusé sur les 5 chaînes de radio parlée à Québec (2017)
« Conférencière » Festival du cinéma de Québec : Les histoires qui ont de l’impact (2017)

## Juge
Prix Guy-Mauffette : Plus haute distinction accordée à une personne au Québec pour l’ensemble de son œuvre et de sa carrière dans les domaines de la radio ou de la télévision (2015)
Course Évasion autour du monde / Canal Évasion (diffusion automne 2012)
Grand Prix des magazines des journalistes du Québec (2004, 2008, 2011)
Prix Judith-Jasmin en journalisme remis par la FPJQ (2005-2009)
Prix du magazine canadien (2010-2011)

## Porte-parole
Festival du film étudiant / Université Laval, Québec (2013)

## Blogueuse
Auteure de blogues hebdomadaires sur le site Web du Journal de Montréal et du Journal de Québec / 2018-2019

## Distinctions

### Récompenses
- Prix Gémeaux (2012) : La série Artisans du changement III gagnant dans la catégorie meilleure série documentaire
- Prix OCS Communications et Société (2011) : Émission Kilomètre Zéro dans la catégorie télévisions/télévision communautaire
- Association des journalistes indépendants du Québec (2009) : Grand Prix reportage audio-visuel pour le documentaire Filles de jardiniers
- Prix d’excellence en journalisme de la Société des gynécologues et obstétriciens du Canada (2008) pour le documentaire Filles de jardiniers
- Mention honorable; Les Prix du magazine canadien (2008) : La fin des filles (article) / publication : Gazette des femmes du Québec
- Grand Prix Association des magazines du Québec (mai 2007) : Dossier thématique sur la polygamie au Canada / publication : Gazette des femmes du Québec
- Jeune personnalité d’affaires sans frontières /Jeune chambre de commerce de Montréal (en nomination) mai 2007
- Série 109 : « Ruban d’Or » de l’Association canadienne des radiodiffuseurs (2006)
- Bourse Nord-Sud (2006) : bourse octroyée par la Fédération professionnelle des journalistes pour la réalisation d’une série d’articles sur l’épiphénomène des avortements sélectifs de fœtus féminins en Inde
- Prix Orange de l’Association des groupes d’intervention en défense de droits en santé mentale du Québec • AGIDD-SMQ (2003) : reportage sur le phénomène de l’isolement et la contention dans le réseau de santé québécois. Diffusion le 20 septembre 2002 – Réseau TVA
- Émission J.E. : Prix "Ruban d’Or" catégorie émissions d’affaires publiques (2002)
- Patineuse de vitesse (1980-1993)
  - Membre de l’équipe canadienne
  - Championnats du monde d’Italie et de Pologne
  - Coupes du monde de Finlande, d’Allemagne et d’Italie
  - Championne canadienne à cinq reprises
  - Championne nord-américaine à trois reprises
  - Détentrice de records canadiens et nord-américains

### Nominations
- Prix Gémeaux (2022) : Nomination documentaire « S.O.S. Bêtes sauvages », Meilleure émission ou série documentaire : santé, nature, sciences et environnement[43]
- Prix Gémeaux (2019) : « I Speak Français »
  - Nomination: Meilleure réalisation documentaire société, histoire, politique
  - Nomination: Meilleur habillage graphique toutes catégories (Christina Lamarre)
- Prix Gémeaux (2018) : « Remue-Ménage 2 »
  - Nomination: Karina Marceau, meilleure animation : affaires publiques
  - Nominations: meilleure série ou spéciale d’affaires publiques
  - Nomination: Alain Abel, Lucie Gagnon, Martin Jolicoeur, meilleure réalisation affaires publiques
- Prix Gémeaux (2017) : Nomination documentaire « Ma foi », meilleur documentaire / meilleure réalisation / meilleur montage.
- Prix Gémeaux (2017) : Nomination « Remue-Ménage 1 », meilleure réalisation : affaires publiques
- Festival international du grand reportage d’actualité et du documentaire de société (FIGRA), Paris, France (2013) : En compétition pour le documentaire Dictature affective.
- Festival des films du monde (FFM) (2012) : En compétition pour le documentaire Dictature affective
- Prix Gémeaux (2011) : Nomination dans la catégorie meilleure émission de société pour l’émission Kilomètre Zéro
- Prix Gémeaux (2008) : Nomination pour la meilleure recherche toutes catégories pour le documentaire Filles de jardiniers
- Festivals : Women’s International Film Festival 2008 (Miami) – New Orleans International Human rights Films Festival 2008 – ReelHeart International Film Festival 2008 (Toronto), Festival des Libertés (Bruxelles/Belgique), Women in Film Festival 2009 (Vancouver), Rocky Mountain women’s film Festival 2010(Colorado Spring) : Présentation officielle du documentaire Filles de jardiniers